# Tamon-kun Ima Docchi!?
Tamon-kun Ima Docchi!? (多聞くん今どっち!? Tamon-kun Ima Dotchi!??) es una serie de manga japonesa escrita e ilustrada por Yuki Shiwasu. Originalmente fue un one-shot publicado en la revista de manga shōjo de Hakusensha, Hana to Yume, en agosto de 2021, antes de ser serializado en la misma revista a partir de octubre del mismo año. Una adaptación televisiva de la serie de anime producida por J.C.Staff se estrenará en enero de 2026.

## Personajes
Utage Kinoshita (木下 うたげ Kinoshita Utage?)
 Seiyū: Saori Hayami
Tamon Fukuhara (福原 多聞 Fukuhara Tamon?)
 Seiyū: Kakeru Hatano
Ōri Sakaguchi (坂口 桜利 Sakaguchi Ōri?)
 Seiyū: Shōya Chiba
Keito Tachibana (橘 敬人 Tachibana Keito?)
 Seiyū: Tasuku Hatanaka
Natsuki Ishibashi (石橋 ナツキ Ishibashi Natsuki?)
 Seiyū: Kōhei Amasaki
Rintarō Kai (甲斐 倫太郎 Kai Rintarō?)
 Seiyū: Ryūho Nagaoka

## Contenido de la obra

### Manga
Tamon-kun Ima Docchi!? está escrita e ilustrada por Yuki Shiwasu y fue inicialmente un one-shot publicado en la revista Hana to Yume de Hakusensha el 5 de agosto de 2021. Inició su serialización en la misma revista el 20 de octubre del mismo año. En junio de 2025, se publicaron once volúmenes de tankōbon.
En febrero de 2023, Viz Media anunció que había obtenido la licencia de la serie para su publicación en inglés; El primer volumen fue lanzado el 3 de octubre del mismo año.
| Volúmenes de manga publicados | Volúmenes de manga publicados | Volúmenes de manga publicados |
| Número                        | Fecha de lanzamiento          | ISBN                          |
| ----------------------------- | ----------------------------- | ----------------------------- |
| 1                             | 18 de febrero de 2022         | ISBN 978-4-59-222426-6        |
| 2                             | 20 de mayo de 2022            | ISBN 978-4-59-222427-3        |
| 3                             | 20 de octubre de 2022         | ISBN 978-1-9747-4348-3        |
| 4                             | 20 de febrero de 2023         | ISBN 978-4-59-222429-7        |
| 5                             | 20 de junio de 2023           | ISBN 978-4-59-222430-3        |
| 6                             | 20 de septiembre de 2023      | ISBN 978-4-59-222465-5        |
| 7                             | 19 de enero de 2024           | ISBN 978-4-59-222473-0        |
| 8                             | 20 de junio de 2024           | ISBN 978-4-59-222489-1        |
| 9                             | 20 de septiembre de 2024      | ISBN 978-4-59-222499-0        |
| 10                            | 20 de enero de 2025           | ISBN 978-4-59-222513-3        |
| 11                            | 20 de junio de 2025           | ISBN 978-4-59-222536-2        |

### Anime
El 12 de junio de 2024 se anunció una adaptación de la serie de televisión de anime. Será producida por J.C.Staff y dirigida por Chika Nagaoka, con guiones escritos por Chiaki Nagai y personajes diseñados por Yōko Itō, quien también actuará como directora de animación en jefe. La serie se estrenará en enero de 2026.

## Recepción
En 2022, Tamon-kun Ima Docchi!? fue nominada a los Next Manga Awards en la categoría Print Manga, donde ocupó el puesto 11 entre 50 nominados. Ocupó el sexto lugar para recibir el mismo premio el año siguiente. La serie ocupó el noveno lugar en la edición 2023 de la lista de los mejores manga de Kono Manga ga Sugoi! de Takarajimasha para lectoras. También ocupó el cuarto lugar en la lista de "Cómics recomendados por editores nacionales de 2023". La serie ha sido nominada al 47.º Premio Kodansha Manga en la categoría Shōjo.